# Мармора (Онтарио)

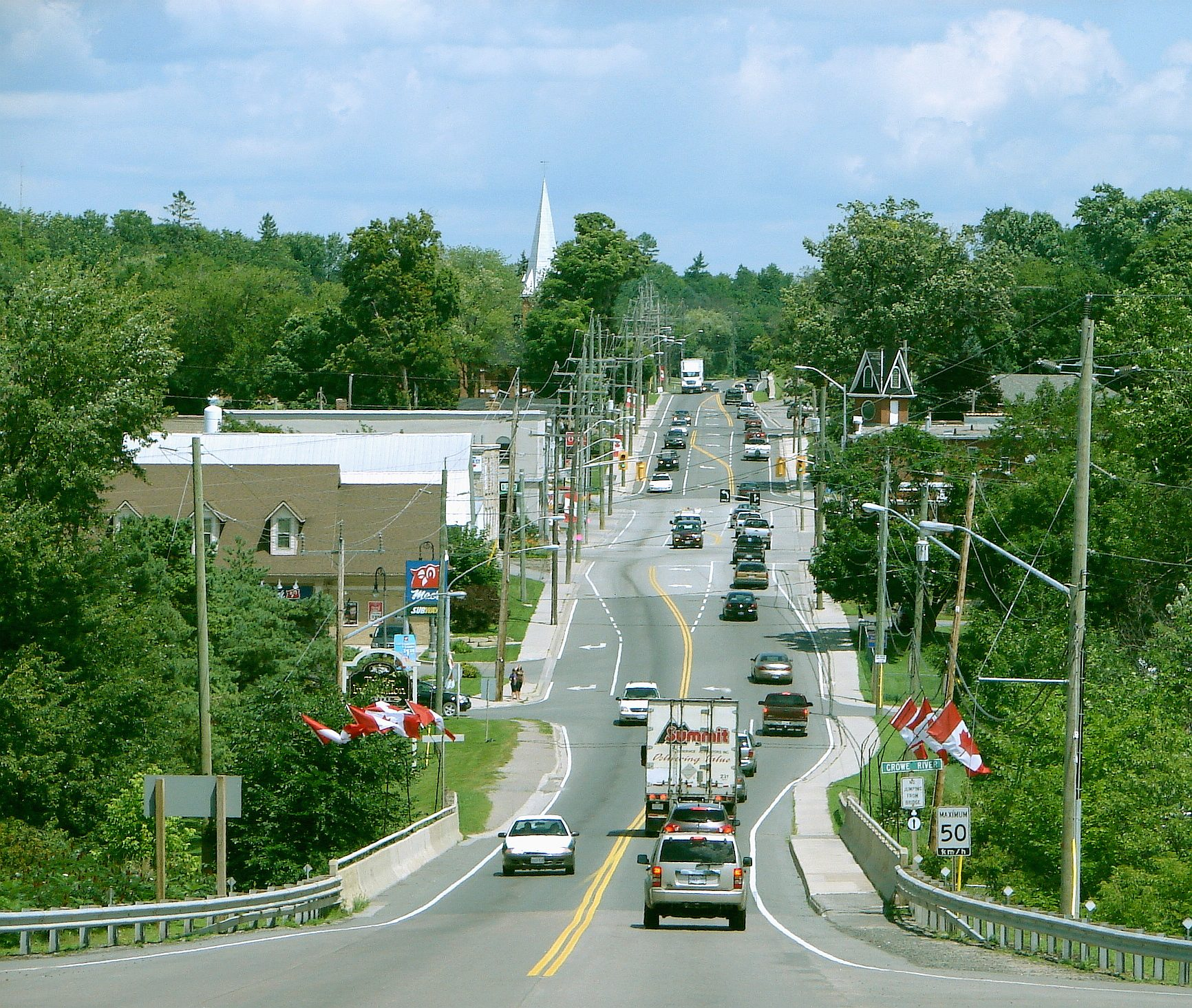
Шоссе 7, проходящее через Мармору

Ма́рмора, англ. Marmora — крупнейший из посёлков в составе муниципалитета en:Marmora and Lake в округе Гастингс (en:Hastings County) в канадской провинции Онтарио. Расположен на реке Кроу вдоль Онтарийского шоссе 7 между посёлками Havelock (к западу) и Madoc (к востоку), примерно на полпути между Торонто и Оттавой.

## История
Название означает «мрамор» на латинском языке, поскольку здесь часто встречается этот поделочный материал, а над близлежащим озером Кроу возвышается крупный мраморный утёс.
История посёлка связана с шахтной добычей Восточной Онтарио. С 1820 г. Мармора играла ведущую роль в добыче железа; помимо него, здесь добывали медь, свинец, серебро, золото и литографский камень. Близлежащий завод перерабатывает тальк и доломит.
В 1901 г. посёлок Мармора выделили из состава города Мармора-энд-Лейк.
Начиная с 1850-х гг. шахтная добыча играет в местной экономике всё меньшую роль, на первый план выходит сельское хозяйство. На месте бывшей шахты возникло озеро с кристально чистой водой.
В 2001 г. Мармора вновь включена в состав посёлка Мармора-энд-Лейк с образованием нового муниципалитета Мармора-энд-Лейк.